# Peloribates tripuraensis
Peloribates tripuraensis är en kvalsterart som beskrevs av Pranabes Sanyal och Saha 1996. Peloribates tripuraensis ingår i släktet Peloribates och familjen Haplozetidae. Inga underarter finns listade i Catalogue of Life.